# Mirrlees Blackstone

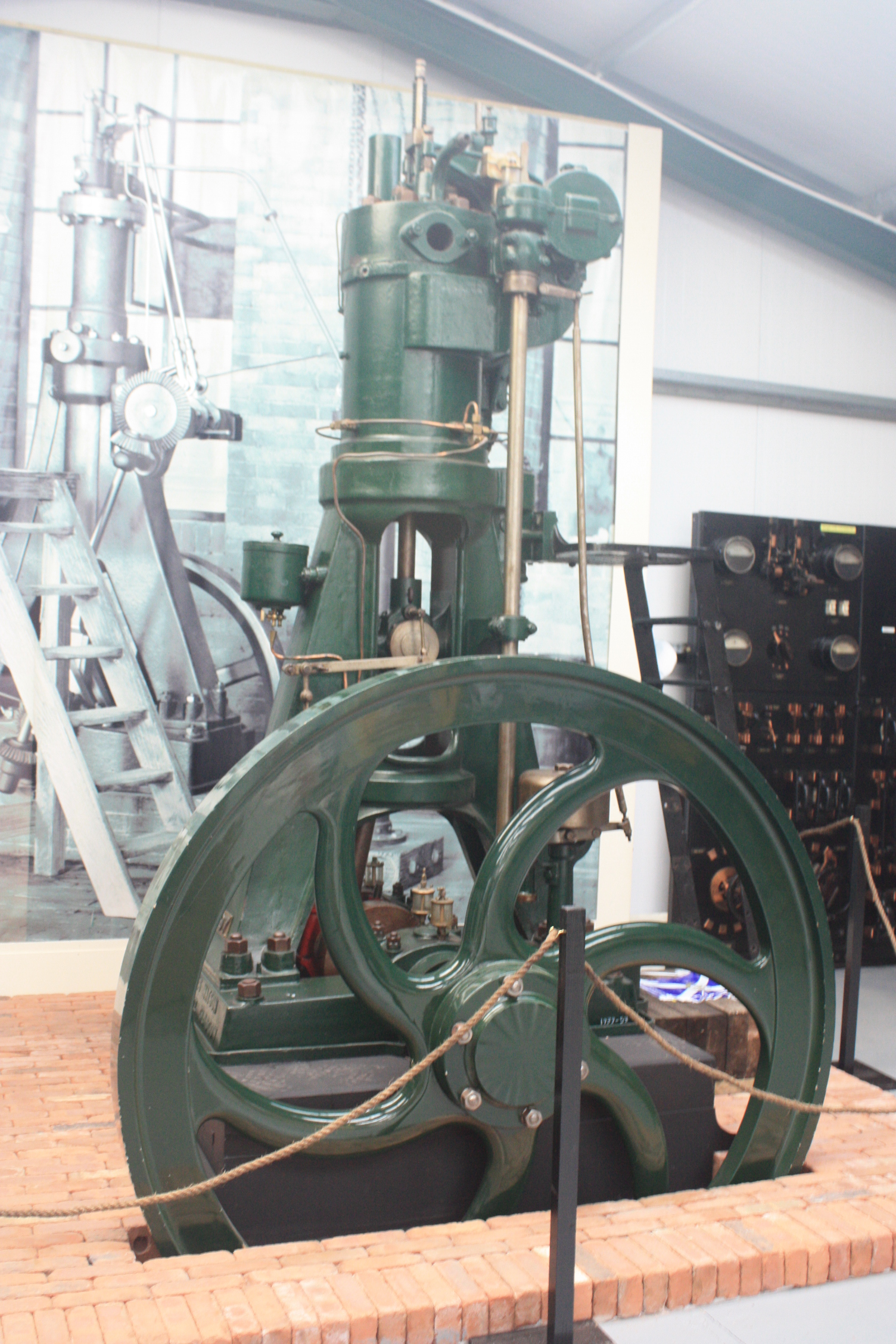
Der erste Mirrlees-Dieselmotor im Anson-Museum

Mirrlees Blackstone war ein 1840 in Glasgow, Schottland, gegründetes Maschinen- und Motorenbauunternehmen, das den ersten im Vereinigten Königreich hergestellten Dieselmotor baute.

## Geschichte
Im Jahr 1840 gründeten die drei Brüder Peter McOnie, William McOnie und Andrew McOnie in Glasgow das Maschinenbau-Unternehmen P. and W. McOnie und begannen mit der Herstellung von Maschinen zur Zuckerrohrverarbeitung. Im Jahr 1848 verließen William und Andrew McOnie das Unternehmen und James Buchanan Mirrlees trat ein, woraufhin man als McOnie and Mirrlees firmierte. Nach dem Tod von Peter McOnie im Jahr 1851 trat 1852 William Tait als Geschäftsführer ein, wurde 1858 Partner und man benannte das Unternehmen in Mirrlees and Tait um. 1868 trat Renny Watson als Partner ein und das Unternehmen wurde zu Tait and Watson. Ab 1883 firmierte man als Watson, Laidlaw & Company und ab 1885 als Mirrlees Watson Co. Im Jahr 1888 der älteste Sohn von James Buchanan Mirrlees, W. J. Mirrlees, in das Unternehmen ein. Nachdem man 1887 die Patentrechte an einem Verdampfer von Home T. Yaryan erworben hatte, schloss man sich 1889 mit der Yaryan Company als Mirrlees, Watson, Yaryan and Co. Ltd. zusammen.
Im März 1897 schloss man einen Lizenzvertrag mit Rudolf Diesel über den Nachbau und Vertrieb von Dieselmotoren in Großbritannien und stellte im November 1897 den ersten Motor, den dritten Dieselmotor weltweit, fertig. Die Schwierigkeiten beim Bau und der Weiterentwicklung des Dieselmotors überforderten die finanziellen Möglichkeiten, woraufhin MAN 1899 Teile der Lizenzrechte zurückerwarb. Im selben Jahr firmierte das Unternehmen in Mirrlees Watson Co. um. 1900 trat Charles Day als Geschäftsführer ein und brachte die Motorenfertigung voran. 1903 gab die britische Admiralität zwei Dieselmotoren für den Betrieb auf dem Schlachtschiff Dreadnought in Auftrag – es waren die ersten Dieselmotoren auf einem britischen Schiff. 1907 wurde Mirrlees in eine Public Company umgewandelt. Im selben Jahr entschloss man sich, eine neue Motorenfabrik in Hazel Grove bei Stockport zu errichten, die im Oktober 1908 als Mirrlees, Bickerton and Day firmierte. Im Jahr 1926 schlossen sich Mirrlees Watson Co. in Glasgow und Mirrlees, Bickerton and Day zusammen und Mirrlees Watson Co. arbeitete ab 1933 als Teil von Mirrlees, Bickerton and Day.
1944 wurde Mirrlees, Bickerton and Day von Associated British Engineering übernommen und die Zuckerproduktionsmaschinenfabrik in Glasgow arbeitete erneut als Mirrlees Watson Co. Im Jahr 1949 übernahm Brush Traction Mirrlees Bickerton and Day Ltd und 1957 wurde wiederum Brush von Hawker Siddeley übernommen und 1961 mit der National Gas and Oil Engine Co. zu Mirrlees National verschmolzen. Der Unternehmensteil zur Herstellung von Zuckerproduktionsmaschinen wurde 1967 von A. and W. Smith and Co. übernommen, als Smith Mirrlees weitergeführt und 1988 von Fletcher and Stewart aus Derby übernommen.
Zum 1. Juni 1969 verschmolz Hawker Siddeley Mirrlees National mit dem Dieselmotorenhersteller Blackstone and Co. zu Mirrlees Blackstone – der Mirrlees-Unternehmensteil in Stockport firmierte ab 1977 unter Mirrlees Blackstone (Stockport) Limited, der Blackstone-Teil in Stamford als Mirrlees Blackstone (Stamford) Limited. Im Jahr 1988 wurde Mirrlees Blackstone zusammen mit den Motorenherstellern Paxman und Ruston Teil von GEC-Alsthom. Im Winter 1993/94 begann man, die Motorenproduktion von Stamford nach Stockport zu verlegen und im März 1994 endete die Motorenfertigung in Stamford. 1997 änderte man den Unternehmensnamen in GEC ALSTOM Mirrlees Blackstone Ltd und im Jahr darauf in Mirrlees Blackstone Division of ALSTOM Engines Ltd. Alstom veräußerte das komplette Dieselmotorengeschäft im Jahr 2000 an die MAN B&W Diesel AG. Unter MAN Diesel & Turbo endete die Motorenproduktion unter der Marke Mirrlees, die Fabrik in Hazel Grove wurde Mitte 2013 abgebrochen und stattdessen ein Ersatzteillager für die Versorgung der noch in Betrieb befindlichen Mirrlees-, Ruston- und Paxman-Motoren errichtet, welches auch 2025 noch Service für alle 3 Marken leistet.